# Мокрсько (гміна)
Гміна Мокрсько (пол. Gmina Mokrsko) — сільська гміна у центральній Польщі. Належить до Велюнського повіту Лодзинського воєводства.
Станом на 31 грудня 2011 у гміні проживало 5388 осіб.

## Площа
Згідно з даними за 2007 рік площа гміни становила 77.75 км², у тому числі:
- орні землі: 74.00%
- ліси: 18.00%

Таким чином, площа гміни становить 8.38% площі повіту.

## Населення
Станом на 31 грудня 2011:
| Опис     | Загалом | Загалом | Чоловіки | Чоловіки | Жінки | Жінки |
| -------- | ------- | ------- | -------- | -------- | ----- | ----- |
| одиниця  | осіб    | %       | осіб     | %        | осіб  | %     |
| все      | 5388    | 100     | 2685     | 49.83    | 2703  | 50.17 |
| міське   | 0       | 100     | 0        |          | 0     |       |
| сільське | 5388    | 100     | 2685     | 49.83    | 2703  | 50.17 |

## Сусідні гміни
Гміна Мокрсько межує з такими гмінами: Велюнь, Понтнув, Прашка, Скомлін.